# NGC 805
NGC 805 ist eine Linsenförmige Galaxie vom Hubble-Typ SB0 im Sternbild Dreieck am Nordsternhimmel. Sie ist schätzungsweise 208 Millionen Lichtjahre von der Milchstraße entfernt und hat einen Durchmesser von etwa 70.000 Lichtjahren.
Im selben Himmelsareal befinden sich unter anderem die Galaxien NGC 807, PGC 7981, PGC 7888, PGC 1858273.
Das Objekt wurde  am 26. September 1864 von dem deutsch-dänischen Astronomen Heinrich Louis d’Arrest entdeckt.